# Слободни радикали
Слободни радикали су нестабилни молекули, или јони велике реактивности, који у организму ступају у хемијске реакције са деловима ћелије (протеинима, липидима, угљеним хидратима, молекулима ДНК) при чему доводе до биохемијских, структурних и функционалних поремећаја. У нормалном молекулу, језгро је окружено паром негативно наелектрисаних електрона. Уклањањем једног електрона из пара, процесом који се зове оксидација, молекул постаје нестабилан и деструктиван (настаје „радикал“ молекул) који напада суседне биомолекуле у средини у којој се нађе, тако да његовим деловањем долази до стварања нових слободних радикала - ланчаном реакцијом (нека врста зачараног круга)..
Слободни радикали могу да буду позитивни, негативни, или без наелектрисања. Неспарени електрони дају радикалима хемијску реактивност .
Слободни радикали, у организму, могу изазвати »слободно радикалску болест« која подразумева поремећај у чијој етиологији примарну улогу имају слободни радикали, а за коју постоји обиље околности и докази. Највероватније да слободни радикали делујући као посредне супстанце у инфламаторним процесима, можда чак и као неуромодулатори, утичу на појаву болести. Ипак, у организму постоје и заштитни механизми који су довољни да реактивне врсте радикала користи за неке нормалне физиолошке процесе. Скоро сигурно је да ту спада и антимикробна одбране и ксенобиотички метаболизам.

## Извори радикала
Све је очигледније да се као средњи метаболити са високом биолошком активношћу, слободни радикали формирају или претварају у телу кроз различите ендогено и егзогено ензимске или неензимске реакције, чиме се одржава метаболичка равнотежа људског тела. Код еукариота, митохондрије су укључене у ендогену ензимску производњу већине слободних радикала. У аеробним условима, више од 90% молекуларног кисеоника  се редукује у воду преко митохондријалног ланца транспорта електрона, где се производи аденозин трифосфат за снабдевање енергијом различитих животних активности.

### Ендогени извори радикала
У унутрашње (ендогене) изворе односно унутрашње утицаје који изазивају повећано стварање слободних радикала у организму спадају: стрес, имунска одбрана, запаљења, повреде, велико физичко оптерећење. Главни извори ендогених радикала у наведеним утицајима деле се на ензимске и неензимске;
| Ензимски извори | Неензимски извори                                                       |
| --- | ----------------------------------------------------------------------- |
| - NAD(P)H ОКСИДАЗЕ NADPH + 2O2 — NAD(P)¯ + H+ + 2O2.¯ - КСАНТИН ОКСИДАЗЕ - АЗОТ-МОНОКСИД СИНТАЗЕ - МИЈЕЛОПЕРОКСИДАЗЕ H2O2 + Cl- +H+ — HOCl + H2O - ЛИПОКСИГЕНЕЗЕ | - ДИСАЊЕ У МИТОХОНДРИЈАМА - ТРАНЗИЦИОНИ МЕТАЛИ - ДРУГИ ОКСИНАНСИ (LOO.) |

### Егзогени извори радикала
У спољне (егзогене) изворе односно спољне утицаје који изазивају повећано стварање слободних радикала у организму спадају: дувански дим, лекови, начин исхране, нека терапијска и околна зрачења па чак и физичка активност .
ЕНДОГЕНИ И ЕГЗОГЕНИ ИЗВОРИ РАДИКАЛА

## Улога слободних радикала у организму
Слободни радикали, посебно РОС и РНС, укључени су у многе физиолошке процесе као што су трансдукција ћелијског сигнала, имунолошка одбрана и хомеостаза ткива и показују различите биолошке функције у зависности од њихове концентрације.
Прво, слободни радикали су критични сигнални молекули који могу да испоље моћну способност регулације васкуларне функције на редокс равнотежу. У физиолошким условима са ниским нивоом оксидативног стреса, вазодилатација и проток крви се подстичу регулацијом NO·, O2·-, ·OH, и неких слободних радикала липида. 
Супротно томе, у старости или патофизиолошким стањима са повишеним оксидативним стресом, вазодилатација и проток крви би били поремећени и ослабљени стварањем слободних радикала Штавише, имуни систем брани свог домаћина од инвазивних микроорганизама тако што производи кисеоник и сродне РОС. На пример, активирани леукоцити имају довољно О2 и његових деривата (·OH) да убију интрудиране фагоцитизоване бактерије. Осим тога, многи одговори посредовани РОС/РНС играју кључну улогу у заштити ћелија поновним успостављањем ћелијске редокс хомеостазе.
Поред тога, неки важни молекули у животним активностима могу се синтетизовати путем реакција које укључују различите слободне радикале. О2 и СОД су укључени у биосинтезу хормона материце и јајника као што је прогестерон. Такође је објављено да су слободни радикали укључени у биосинтезу простагландина, липоксигеназа, колагена, протромбина... Што је још важније, слободни радикали играју кључну улогу у детоксикацији лекова јетре, углавном кроз хидроксилацију лекова катализованих цитохромом П450 у микрозомима јетре, што у великој мери зависи од присуства кисеоника. 
Значајно је да снажна оксидација слободних радикала може оштетити ДНК, протеине и фосфолипиде у туморским ћелијама, што би се могло применити као моћан модалитет за антитуморско терапију. Последњих година постоји широк спектар антитуморских стратегија заснованих на слободним радикалима, које су развијене за терапију рака, укључујући фотодинамичку терапију (ПДТ), сонодинамичку терапију (СДТ), хемодинамску терапију (ЦДТ) и радиотерапију (РТ).
Осим што је корисна у умереној концентрацији, прекомерна производња слободних радикала, посебно РОС, може изазвати различита молекуларна оштећења. Као што је раније наведено, одржавање ћелијске редокс хомеостазе је од виталног значаја за гарантовање нормалних физиолошких функција живих система. Постоји низ природних антиоксидативних ензима, укључујући СОД, ЦАТ и глутатион пероксидазу (ГПк), у људском телу за спречавање или смањење оксидативног оштећења циљаних супстрата,. На пример, СОД може катализовати реакцију дисмутације О 2 ·- у О 2 и Х 2 О 2 , а потоњи се даље разлаже на О 2 и Х 2 О у присуству ЦАТ, на крају елиминишући потенцијално оштећење ћелија. Међутим, када се равнотежа између стварања и елиминације РОС/РНС наруши због недовољног броја антиоксиданата у ћелијама, то ће довести до оксидативног стреса. У овом случају ће се појавити многе патолошке дисфункције или неке „болести слободних радикала“  
С једне стране, прекомерни РОС/РНС може директно да нападне макромолекуле ( нпр . нуклеинске киселине, протеине, липиде) кроз оксидативно оштећење или индиректно активира многе важне сигналне путеве, што на крају доводи до дисфункције ћелије и хомеостатског поремећаја. С друге стране, прекомерна производња слободних радикала ће довести до различитих болести организама, укључујући таласемију (повезану са неравнотежом метала гвожђа), исхемију/реперфузију (повезану са можданим ударом, ангином пекторис и инфарктом миокарда), запаљења (повезана са атеросклерозом, реуматоидним артритисом), дијабетичке компликације (ретинопатија, неуропатија, нефропатија и кардиоваскуларна), старење и аутофагија. Поред тога, постоје многи други познати или непознати патогенетски разлози повезани са неуравнотеженом експресијом слободних радикала који изазивају оштећења различитих ћелија или ткива. Стога је кључно одржавати слободне радикале на критичном нивоу физиолошког стања. У супротном, сваки поремећај може изазвати штетне биолошке последице.

## Слободни радикали као мач са две оштрице у болести
Слободни радикали, који обично садрже један или више неспарених електрона, изузетно су нестабилни и веома реактивни са другим биолошким молекулима. Недавно је дошло до повећаног интересовања и значајног напретка у истраживању двоструке улоге слободних радикала у биолошким системима. Конкретно, нанотерапеутика заснована на регулацији слободних радикала појавила се као нови модалитет лечења различитих болести. На основу најсавременијих прегледа слободних радикала дошло се до закључка да се они понашају као мач са две оштрице у различитим третманима болести, што пружа нове могућности за будућу нанотерапеутику. Посебан фокус у новијим истраживањима стављен је фокус на појаву нанотерапеутских приступа заснованих на генерисању слободних радикала, укључујући:
- фотодинамичку терапију (ПДТ),
- сонодинамичку терапију (СДТ),
- терапију зрачењем (РТ),
- хемодинамску терапију (ЦДТ),
- терапију фероптозом
- друге нанотерапеутике који укључују слободне стратегије радикалне генерације.

У овим извештајима представљени су нанотерапеутици засновани на смањењу слободних радикала за ублажавање молекуларних оштећења и сродних болести са акцентом на лечење инфламаторних болести, неуродегенеративних поремећаја, кардиоваскуларних и цереброваскуларних болести, акутне повреде бубрега/јетре, дијабетеса и дијабетичких компликација и тако даље.
Коначно, разматрају се и неки садашњи изазови и проницљиве перспективе тренутно развијене нанотерапеутике засноване на регулисању слободних радикала у биомедицини.